# Decazyx macrophyllus
Decazyx macrophyllus är en vinruteväxtart som beskrevs av Pittier & Blake. Decazyx macrophyllus ingår i släktet Decazyx och familjen vinruteväxter. Inga underarter finns listade i Catalogue of Life.